# Asura guntheri
Asura guntheri là một loài bướm đêm thuộc phân họ Arctiinae, họ Erebidae.